# Aleksandr Povetkin
Aleksandr Povetkin (en russe : Александр Владимирович Поветкин, transcription française : Aleksandr Vladimirovitch Povetkine) est un boxeur russe né le 2 septembre 1979 à Koursk.

## Carrière amateur
Boxant dans la catégorie super-lourds (+91 kg), il remporte la médaille d'or aux championnats du monde à Bangkok en 2003 et deux fois les championnats d'Europe en 2002 et 2004. Il devient surtout champion olympique à Athènes en 2004 après ses victoires contre Mukhtarkhan Dildabekov et Roberto Cammarelle. Son adversaire lors de la finale, l'égyptien Mohamed Aly, doit se retirer avant le match pour des raisons médicales. Il gagne ainsi par forfait et remporte à cette occasion son quatrième grand tournoi international consécutif.
Palmarès : 125 victoires contre, selon les sources, 7 ou 20 défaites.

## Carrière professionnelle
Povetkin a commencé sa carrière professionnelle chez les poids lourds en juin 2005. Après 6 victoires, il affronte l'ancien champion nord-américain, le nigérian Friday Ahunanya, et le bat par décision unanime des juges. Un an plus tard, il bat également aux points l'ancien champion continental WBC Larry Donald. Fin 2007, il bat l'ancien double champion du monde Chris Byrd en 11 rounds, par KO technique. En janvier 2008, il bat l'invaincu Eddie Chambers par décision unanime.
En fin d'année, l'IBF le classe challenger officiel de Wladimir Klitschko, mais il ne combat pas pendant 9 mois en raison d'une blessure. En 2009 et 2010, il combat à 5 reprises, pour 5 victoires dont 3 avant la limite. En août 2011, il bat par décision unanime des juges l'ancien champion du monde Ruslan Chagaev pour le titre vacant WBA des poids lourds à Erfurt en Allemagne. Il le défend victorieusement par KO au 8e round contre Cedric Boswell le 3 décembre 2011.
Le 25 février 2012, Povetkin affronte Marco Huck. Bien que malmené par son adversaire et finissant éprouvé à l'issue des 12 reprises, il s'impose de peu aux points par décision majoritaire. Le russe remporte en revanche une victoire expéditive au second round lors de son combat suivant contre Hasim Rahman le 29 septembre 2012 puis au 3e round contre Andrzej Wawrzyk le 17 mai 2013.
Il se voit alors opposé au champion du monde WBA, WBO et IBF des poids lourds, l'ukrainien Wladimir Klitschko. Le combat se déroule à Moscou le 5 octobre 2013 et est nettement remporté aux points par Klitschko qui met 4 fois à terre son adversaire.
En 2014, il bat Manuel Charr par KO au 7e round en mai, et Carlos Takam par KO à la 10e reprise en octobre. Il poursuit cette série de victoires contre Mike Perez qu'il bat à Moscou dès le 1er round le 22 mai 2015. Le 4 novembre, il fait face à Mariusz Wach. Il prend vite de l'avance au pointage des juges, et remporte le combat dans la dernière reprise, Wach étant arrêté pour cause d'importante blessure au visage. S'ensuivent des succès contre Johann Duhaupas en 2016 puis Andriy Rudenko et Christian Hammer en 2017 et David Price le 31 mars 2018. Le 22 septembre 2018, il perd par arrêt de l'arbitre au 7e round contre Anthony Joshua pour les ceintures IBF, WBO, IBO et WBA Super champion. Le 31 août pour son retour sur le ring , il bat en Angleterre Hughie Fury par décision unanime puis s'impose face à Dillian Whyte le 22 août 2020 avant de perdre le combat revanche le 27 mars 2021.

## Titres professionnels en boxe anglaise

### Titres mondiaux mineurs
- Champion du monde poids lourds WBC Par intérim (depuis 2020-2021)
- Champion du monde poids lourds WBA Régulier[5](2011-2013)

### Titres régionaux/internationaux
- Champion poids lourds WBC Diamond (depuis 2020)
- Champion poids lourds WBA International (2019)
- Champion poids lourds WBA Inter-Continental (2017-2018)
- Champion poids lourds WBO International (2017-2018)
- Champion poids lourds WBA Continental (2017)
- Champion poids lourds WBC Silver (2014-2015)
- Champion poids lourds WBC International (2014)